# 星のカービィ ディスカバリー
『星のカービィ ディスカバリー』（ほしのカービィ ディスカバリー、英: Kirby and the Forgotten Land）は、ハル研究所が開発し、2022年3月25日に任天堂から発売されたNintendo Switch用ソフトである。

## 概要
『星のカービィ スターアライズ』から4年ぶりの新規タイトルである本作は、本編シリーズ作品として初の3Dアクション作品で、3D空間を自由に探索しながらゴールを目指す。Nintendo Direct 2021.9.24で初めて公開された。2022年3月3日、今作の紹介映像が公開されたとともに、体験版の配信が開始された。
本作は、マップを移動しながらステージを攻略するステージクリア型の進行方式を採用している。

## ストーリー
ある日、カービィは謎の渦に吸い込まれ、広大な文明と自然が融合した「新世界」に迷い込む。カービィは、謎の敵勢力「ビースト軍団」にさらわれているワドルディ達を発見し、ワドルディ達を助けるため、新世界で出会った新しい仲間「エフィリン」とともに冒険の旅に出る。

## ゲームシステム
キャラクターの移動はスティックで行い、ジャンプとホバリング、攻撃はボタンで行う。このうち、ボタンは設定で変更できる。また、本作ではコピー能力を持つ敵を吸い込むと自動で飲み込む「オートのみこみ」という機能があり、こちらも設定で手動に切り替えられる。ホバリングの使用時間や移動できる高さには制限がある。
水場は水面を泳ぐことはできるが、潜水はできない。
本作では残機の概念がなく、ライフが0になるとコインスターを100枚失い、直前のチェックポイントに戻される。また、落下しても即ミスにはならず、ダメージは受けるも直前に戻される。
各エリアは5つのステージで構成され(レッドガル禁足地以降は例外あり)、そのうちラストステージはボスステージであり一定数のワドルディを救出していないと挑戦できない。ゴールはワドルディが捕らえられた金色の檻であり触れるとクリアになるが、それとは別に各ステージに設定されたミッションをこなすことで銀色の檻のワドルディを救出できる。また、ワドルディを救助すればするほど、冒険の拠点となる「ワドルディの町」が発展していく。「ワドルディの町」には、コピー能力を進化させる「ぶき屋」や、サブゲームがあるほか、フィギュアの収集といったやりこみ要素も含まれている。
またエリアには「トレジャーロード」と呼ばれるショートコースもあり、制限時間以内にゴールにたどり着けばコピー能力強化に使用する「レアストーン」が入手できる。
2人プレイはいつでも可能だが2Pキャラはバンダナワドルディ固定である。
なお、本作では初心者向けの「はるかぜモード」と上級者向けの「ワイルドモード」の2種類があり、ステージの外であればいつでも切り替え可能。

## 登場キャラクター
カービィ
声 - 大本眞基子
本作の主人公。新世界で出会ったエフィリンとともにさらわれたワドルディたちを救出するため、謎の敵「ビースト軍団」に立ち向かう。本作ではおなじみのコピー能力に加え「ほおばりヘンケイ」も使う。
エフィリン
声 - 間宮くるみ
ネズミのキャラクター。大きな耳が特徴で右耳の一部が欠けている。一人称は「ボク」。
「ビースト軍団」に捕まっていたところをカービィに助けられ、ともにワドルディたちの救出に協力する。冒険中はカービィに同行し攻略のアドバイスをしてくれる。ホワイティホルンズでデデデ大王に捕まり攫われてしまう。
正体は「ビースト軍団」の黒幕であるフェクト・フォルガにあった博愛の心が分離して生まれた個体。識別名は「ID-F87 フェクト・エフィリン」。エフィリンが分離し姿を眩ませたことでフェクト・フォルガの空間転移能力が不安定になってしまい、能力を取り戻すためビースト軍団をエフィリンに差し向けた。ラボ・ディスカバールにてカービィがレオンガルフを倒したことで解放されるも、暴走したフェクト・フォルガに取り込まれ完全体フェクト・エフィリスと化してしまう。それでも、カービィの活躍によって再び分離すると、カービィをサポートしフェクト・エフィリスを撃破する。フェクト・エフィリスを倒した後、残された力で次元の渦の暴走を止め力尽きそうになるも、キャロラインに助けられ無事にカービィと再会を果たした。
「KIRBYホロスコープ・コレクション」では、エフィリンの担当星座はみずがめ座。
ID-F86
本作での事件を引き起こした黒幕。識別名は「ID-F86 フェクト・フォルガ」。エフィリンに似た体色とハート型のシルエットだが、胴体が人間の赤子のような顔という不気味な容姿をしている。「侵略種 フェクト・フォルガ」の幼体。
その昔、今回の舞台である異世界に飛来した侵略生命体で、最大の特徴として世界間を自在に繋げる「空間転位」の能力を持っている。
その存在を危惧した当時の原生種たちによって捕獲された後、逆にその「空間転位」に着目した彼らによって検体としてその能力を研究されていた。しかし研究開始から30年後、実験していた原生種が甚大な被害を引き起こした「ワープ事故」の後遺症として肉体が2つに分裂し、弱体化したボディは休眠状態に陥り、エターナルカプセルに安置された。その後は「ドキドキ発見ドリームツアー」という研究所の見世物にされていた。
やがて、原生種が「空間転位」の技術を応用して発見した新天地へ移住する際に忘れ去られていたが、同じく世界に置き去りにされた生物（ビースト軍団）のボスであるレオンを洗脳し、「先立った原生種と同様に新たな世界に導く」という口実で失った片割れ（エフィリン）の奪還、及び計画に必要な莫大な電力を得るための人力発電に必要な大勢の奴隷（ワドルディ）たちの拉致を企て、再び力を取り戻そうと画策していた。
なお、「ID-F86」とは、その原生種から被験体として呼称されていた識別番号。憑依や融合などの多種多様な変態を繰り返しており、従来の『カービィ』シリーズの中でも屈指の形態数を持つ。
ワドルディ
本作ではザコ敵としては登場せず、『星のカービィ64』以来でカービィとエフィリンとバンダナワドルディの味方＝仲間となっており、名ステージを助けると300人となる。ストーリーでは謎の敵「ビースト軍団」によってさらわれてしまい、新世界の各地に囚われている。ゴール地点の金色の檻に捕らえられているワドルディを救出するとステージクリアとなる。
ビースト軍団から救助された後、「ワドルディの町」の住民となる（#ワドルディの町項も参照）。
バンダナワドルディ
カービィの良き友人であるバンダナを巻いたワドルディ。能力はスピアでヤリを使った多彩な攻撃を繰り出す。
本編ではJoy-Conをおすそわけして、カービィとこのバンダナワドルディとともにいつでも2人協カプレイすることができる。
シアターワドルティ
「ワドルディの町」に暮らしているワドルディの1体で、シネマが好きでシアターを管理している。
じっきょうワドルディ
「ワドルディの町」に暮らしているワドルディの1体で、コロシアムの実況と受付を担当している。
ものしりワドルディ
「ワドルディの町」に暮らしているワドルディの1体で、冒険の役に立つヒントを数えてくれる。
インターネットに接続すれば、世界中のプレイヤーデータを元に「今人気のコピー能力」や「世界中で救出されたワドルディの総数」など、様々な情報を聞くことができる。
ぶきやワドルディ
「ワドルディの町」に暮らしているワドルディの1体で、必要なアイテムを渡すとコピー能力を強化してくれる。
ドルディーズ
「町かどワドライブ」でゲーム内のサウンドを演奏してくれる4人バンド。
こうかんワドルディ
フィギュアを集めているワドルディ。レアストーンを渡すとまだカービィが持っていないフィギュアと交換してくれる。

### 敵キャラクター
本作においては、ゴルドーといった既存のキャラクターに加え、新たにビースト軍団が登場している。

#### 中ボス
旧作から登場する中ボスはビースト軍団に合わせた原始的な外見になっている。なおビースト軍団と意気投合した模様。
ワイルドエッジ（ソード）
ギガントエッジに毛皮を着せたような外見。
ワイルドフロスト（アイス）
Mr.フロスティに2本のキバを生やし、ツギハギの服を着せた原始的な外見。
ワイルドボンカース（ハンマー）
ボンカースの毛が長く伸び、手には石器のハンマーを思わせる石斧を持っている。ムッキースを可愛がっている。
スワロリーナ（トルネイド）
バレリーナの衣装を纏った白鳥のような姿をしている。竜巻を発生させたり、回転しながら突撃してくる。本作の中ボスキャラにおいて唯一の新キャラクターとなる。

#### 大ボス
剛腕獣 ゴルルムンバ
エリア1「ネイチェル草原」のボス。ビースト軍団の幹部。ショッピングモールをナワバリとしている大型のゴリラ。各地でワドルディたちを攫い食べ物をまきあげているが、フルーツには目がなくその場で食べてしまうこともある。
カービィが最初に戦うボスで、長い腕でカービィを捕まえようとしたり大岩を投げつけてくる。体力が減ると回転しながら攻撃してくるが、しばらくすると目を回してしまう。エリア6-4「幹部招集」にも再登場する。
南国樹 トロピカルウッズ
エリア2「エバーブルグ海岸」のボス。ビースト軍団とは全く関係はない。ウィスピーウッズと似た顔立ちをした南国風の樹のキャラクター。ナワバリ意識が強く、頭に生えたココナッツを取りに来るものには容赦なく攻撃してくる。
ステージ奥から動くことはないが、ウィスピーウッズのように口から空気弾を吐いたり、爆発する巨大ココナッツを落としてくる。体力が減ると太い根を伸ばして攻撃したり、顔の前にフェンスを出現させ防御してくる。
女爪豹 キャロライン
エリア3「ワンダリア跡地」のボス。ビースト軍団の幹部を務める女豹であり、ボスとの連絡係をしている。普段はサーカスのテントを拠点にしている。ビースト軍団のアイドル的存在でファンも多い。ボスのレオンガルフとは名コンビでかつては二人がアニマルたちのリーダーであり、当時は「キャロル」と名乗っていた。だが、レオンガルフはフェクト・フォルガと接触したことで変貌してしまう。人語を話すようになったレオンガルフに戸惑うも、彼を信じ傍で支えていた。
素早い身のこなしで長い爪で斬りつけてくる。体力が減ると高台から爪をナイフのように投げつけてくる。エリア6-4「幹部招集」にも再登場する。
宿敵の暴君 デデデ大王
エリア4「ホワイティホルンズ」のボス。カービィの宿敵(ライバル)。本作では迷い込んだ新世界でビースト軍団と手を組み幹部として登場。カービィよりも少し前に新世界に迷い込むも、フェクト・フォルガのテレパシーによって洗脳されてしまった。
武器はシリーズおなじみのハンマーで、衝撃波を発生させる大ジャンプや突進攻撃をしてくる。体力が減ると武器を長い石柱に持ち替えて攻撃してくる。
踊転甲獣 アルマパラパ
エリア5「オリジネシア荒野大地」のボス。ビースト軍団の幹部。ガラクタで作ったはりぼて人形をコレクションにしている大型のアルマジロ。回るダンスが得意。夜行性なため夜目が利く。ボスの命令に従い色々な物を集めており、カービィも捕獲しようとする。
ワドルディたちを捕らえていた檻にカービィを閉じ込めようとしたり、体を丸めて体当たりしてくる。体力が減ると「はりぼてダンスドール」という人形を使った連携攻撃をしてくる。エリア6-4「幹部招集」にも再登場する。
猛獣仮面 ワイルドデデデ
エリア6「レッドガル禁足地」のボス。イノシシの仮面を装着したデデデ大王。両手にハンマーを持ち、ハンマーから火柱を発生させるなど攻撃がより激しくなっている。後半からは獣のように、四足走行で攻撃を仕掛けてくるようになる。
カービィに敗れると洗脳が解け、ストーリークリア後はワドルディの町でくつろいでいる。
孤高の騎士 メタナイト
カービィのライバルである仮面の剣士。ストーリーには関与せず、ワドルディの町のコロシアムでのみ登場する。カービィよりも少し後に新世界に到着し、独自に調査を進めながらビースト軍団と戦っていた。エフィリンによるとカービィが冒険に出ている間はワドルディの町の防衛をしているという。
戦闘開始前にはソードの能力を差し出してくる。体力が減ると剣から衝撃破を飛ばしたり、大量の岩を落としてくる。
獣王 レオンガルフ　
声 - 三宅健太
エリア7「ラボ・ディスカバール」のボス。ビースト軍団のボスである大型のライオン。威厳ある風貌で他のビーストたちと違い人語を話すことができる。
かつては「レオン」と名乗り、キャロライン（当時の名は「キャロル」）とのコンビでアニマルたちを率いていたが、フェクト・フォルガを発見しその影響を受けたことで人語を話せるようになる。やがて「レオンガルフ」と名乗りビースト軍団を結成すると、崇拝するフェクト・フォルガから「キセキの力」を授かり新世界から旅立つため各地で略奪を開始し、エフィリンの捕獲に乗り出す。
前半は自身の爪や牙による攻撃がメインで、体力が減ると意識をフェクト・フォルガに乗っ取られ、爪から衝撃波や口から光線を吐いて攻撃してくる。
侵略種 フェクト・フォルガ
カービィにレオンガルフが倒されたと同時に覚醒したフェクト・フォルガが本性を顕にし、これまで興じていた策を放棄してレオン、そして増員に現れた多数のビースト軍団の構成員を取り込んで急成長した姿。
不定形で薄緑のスライムをベースに、取り込んだビースト軍団たちの面影が寄せ集まった集合体で、中央にレオンガルフを模した赤いライオンの頭部がある。
完全体 フェクト・エフィリス
ストーリーモードの最終ボス。隙をついてエフィリンを捕えたフェクト・フォルガが体内に取り込み、完全体に成長した姿。エフィリンを細身の成人男性にしたような姿で、頭部に蛾のような触覚を持つ。
遠隔操作も可能な長槍と飛翔能力によるヒットアウェイ戦法を駆使し、後半からは空間転位を活用した様々な攻撃を仕掛ける。
カービィによってエフィリンを引き剥がされると、ポップスターを新世界に衝突させようとしたが、カービィとエフィリンの連携攻撃によって倒された。
思念獣 ソウル・フォルガ
カービィに敗れ肉体を失うも、思念のみの状態となりレオンガルフに憑依していた姿。思念の幻獣たちを生み出し絶島の果てから反撃の機会を窺っていた。レオン・フォルガが敗れた後にムービー中に登場するが、この姿単体で戦闘することはない。
カービィに敗れると小さな光に生まれ変わり、エフィリンに取り込まれ1つになった。
剛幻獣 ゴルルムンバ・幻
ストーリークリア後の「絶島ドリーミー・フォルガ」のステージ「フォルガトゥン・チェル」のボス。ID-F86の思念により生み出されたゴルルムンバの強化版。全体的に攻撃スピードが上がっており、ジャンプからの衝撃波を連続で放ってくる。
幻国樹 トロピカルウッズ・幻
ストーリークリア後の「絶島ドリーミー・フォルガ」のステージ「フォルガトゥン・ブルグ」のボス。ID-F86の思念により生み出されたトロピカルウッズの強化版。ゴルドーを降らす攻撃が加わり、フェンスを迷路状に出現させ行く手を阻んでくる。
幻爪豹 キャロライン・幻
ストーリークリア後の「絶島ドリーミー・フォルガ」のステージ「フォルガトゥン・ダリア」のボス。ID-F86の思念により生み出されたキャロラインの強化版。複数の分身と同時に攻撃してきたり、レオンガルフのように爪から衝撃波を放つ攻撃も使ってくる。
宿敵の幻夢 デデデ大王・幻
ストーリークリア後の「絶島ドリーミー・フォルガ」のステージ「フォルガトゥン・ホルンズ」のボス。ID-F86の思念により生み出されたデデデ大王の強化版。ハンマーでゴルドーを飛ばしてくる攻撃が加わり、複数のゴルンバーを投げつけてくる。
踊幻甲獣 アルマパラパ・幻
ストーリークリア後の「絶島ドリーミー・フォルガ」のステージ「フォルガトゥン・ネシア」のボス。ID-F86の思念により生み出されたアルマパラパの強化版。転がり攻撃後の隙が少なくなっており、砂塵を発生させ視界を遮ってくる。
幻獣仮面 ワイルドデデデ・幻
ストーリークリア後の「絶島ドリーミー・フォルガ」のステージ「フォルガトゥン・ガル」のボス。ID-F86の思念により生み出されたワイルドデデデの強化版。巨大隕石を落としてきたり、ステージを傾けてマグマに落とそうとしてくる。
憑依獣 レオン・フォルガ
ストーリークリア後の「絶島ドリーミー・フォルガ」のステージ「フォルガトゥン・ランド」のボス。世界に取り残されたレオンガルフの肉体がソウル・フォルガに憑依された姿。外見や攻撃モーションはレオンガルフをベースにしているが、より荒々しく激しい攻撃パターンに変わり、後半からは自分のソウルを分離させて波状攻撃を仕掛ける。
夢啜る極鳥 バルフレイナイト
ストーリークリア後の「絶島ドリーミー・フォルガ」の最終ボス。『スターアライズ』にも登場したボスキャラクターだが、今作ではレオンガルフから分離したソウル・フォルガが、不意に目前を横切った蝶に取りこまれ誕生した個体。
激しい剣撃に加え、ソウル・フォルガの思念体を飛ばしたりプレイヤーの平衡感覚（画面の傾き）を狂わせたりと、不可解な技も使う。
孤高の幻夢 メタナイト・幻
最高難易度のコロシアム「The アルティメットカップZ」にのみ登場するボス。ID-F86の思念により生み出されたメタナイトの強化版。フェイントを交えた攻撃を仕掛け、大岩を落とす攻撃は溶岩弾を3回連続で放ってくる。
魂沌新種 カオス・エフィリス
最高難易度のコロシアム「The アルティメットカップZ」の最終ボス。全ての形態の中で最後に戦うことになるID-F86の最終形態。夢見鳥と原生種たちの数多のソウルが混ざったことで生まれた個体。外見、及び戦闘パターンはフェクト・エフィリスの強化版で、カラーリングが白と赤に変更されている。
使用する技もよりシビアなものに昇華されており、一度倒しても巨大な赤黒い球体と、その周囲を取り巻く無数の球体が集合した第二形態での連戦が入る。第二形態は歴代作品のラスボスと酷似した技を使ってくる。

## Nintendo Switch 2 Edition ＋ スターリーワールド
Nintendo Switch 2 Editionとして、Nintendo Switch 2向けにフレームレート、解像度向上のほか「スターリーワールド」という新たなストーリーが追加される。既に星のカービィディスカバリーを購入している場合アップグレードパスとして2,000円で購入可能。2025年8月28日発売予定。

### ストーリー(スターリーワールド)
突然新世界に飛来した流星により火山島が出現。火山島に存在する闇の星を封印するためカービィは世界に散らばったスターリーを集める冒険に出る。

### スターリーワールドでの追加要素
流星の力によりクリア済みのステージが大きく変化し、スターリーステージとなる。新たな足場が出現することで行けなかったエリアを探索できるようになるなど既存のステージでも大きく変化する。そして新たなほおばり変形が登場する。
その他の追加要素としてコロシアムで新たなカップである「TheアルティメットカップZ EX」が出現、また天文学者ワドルディにコインを渡すことで新たなフィギュアを獲得できるようになる。

## コピー能力
本作ではステージに隠されている「せっけい図」をワドルディの町のぶき屋へ持って行くとコピー能力を進化させる形で強化することができる。コピー能力の進化には、ステージに隠された「せっけい図」や冒険で集めることができる「コインスター」や「レアストーン」のアイテムが必要。ぶき屋で進化した能力をセットすると、ステージ内で敵からコピーできる能力も進化した能力に変化する。ストーリークリア後は、それぞれの能力の攻撃力を強化することができる。

### ほおばりヘンケイ
本作から登場する新能力で、コピー能力とは別物である。色々なものをほおばることでカービィが様々な形に変形し、ほおばったものに応じて様々なアクションをすることができる。また、コピー能力の状態でもほおばることが可能で、ヘンケイ後はコピー能力を示す帽子を被せたような外見で保持されているが、ヘンケイに準じたアクションしかできず、コピー能力の発動は不可能。

## 冒険の舞台
作品の舞台は“文明と自然が融合した未知なる新世界”で、荒廃したビル、遊園地、砂漠の中の廃墟等が立ち並んでいる。
また、イニシャルをつなげると「New world」（新世界）となる。
ネイチェル草原
エバーブルグ海岸
ワンダリア跡地
ホワイティホルンズ
オリジネシア荒野
レッドガル禁足地
ラボ・ディスカバール
絶島ドリーミー・フォルガ

### ワドルディの町
本作の冒険の拠点。ビースト軍団から助けたワドルディが住人となり、ワドルディの数に応じて、お店がオープンしたり、サブゲームが遊べるようになったりと、町がどんどん発展していく。

## 制作

### 背景：『星のカービィ』における3Dアクション導入
『星のカービィ』シリーズにおいては、据え置き型ゲーム機向けのシリーズ作品を出せなかった11年間から、本作に至るまでの間、試作や番外編、サブゲームを通じて試行錯誤を重ね、3Dアクションのノウハウを積み重ねていった。
それでも、カービィ特有の課題や2Dとの相性の良さから、完全3Dアクションゲームとしてのカービィの実現には至らなかった。

### 企画・開発
本作のディレクターを務めるハル研究所の神山達哉は任天堂とのインタビューの中で、カービィが3D空間を動き回るのは楽しいだろうと考えていたが、実際ディレクターとしてゲームを指揮するとなると、基本動作である「すいこみ、はきだし、ジャンプ」を3D化してもうまくいかないなど、様々な課題にぶつかったと話している。
まず、カービィの身体は丸いため、後ろを向いたときは彼がどこを向いているのかわかりにくくなってしまう。
神山はそれらの課題を解決するため、過去のシリーズ作品の挙動を研究し、3Dでも安心して遊べる王道の本編カービィについて考えたと述べている。具体的には、身体の軸の回転やブレ、さらには足の蹴る角度を抑える措置がとられた。また、カービィや敵キャラクター、ならびに飛行オブジェクトの真下に影を出すことに加え、暗所では上下方向の陰影を示すことでキャラクターの位置や立体感を出す工夫がとられた。同様の課題は敵キャラクターのデザインにも当てはまっており、これについては頭身を高くし、関節を増やしたデザインを採用することで解決した。
3Dは奥行きがある分2Dよりもプレイヤーの行動範囲が広くなるため、2Dアクションをそのまま3D化すると、プレイヤーが闘わずとも敵の攻撃を回避しやすくなるため、2Dよりもスリルが薄まってしまうという課題があった。本作にアソシエイトプロデューサーとして参加した任天堂の二宮啓は、テストプレイ時に毎回敵の配置の調整を依頼してもフィールドが隙だらけであり、ハル研究所に聞いたところ、「敵に囲まれたらカービィがかわいそう」という回答が返ってきたと振り返っている。熊崎はこの回答は冗談ではなくカービィに対する愛情に由来していると説明しており、3Dアクションが苦手なプレイヤーを想定したことも敵の配置方法に影響したと述べている。
アクションゲームが苦手なプレイヤーにも楽しめるようにするため、本作では攻撃判定や着地判定を緩くする措置が取られた。たとえば、カービィが敵に向けて武器を当てる場合、敵に当たっていない場合であっても、ゲーム内画面でそのように見える場合は自動で攻撃判定が生じるようにした。
レベルデザインにあたっては、マップの装飾を用いて高低差をわかりやすくしたり、カメラアングルを工夫してプレイヤーが迷ったりしないようにする工夫も施された。このほかにも、プレイヤーがメインとなるルートを進みやすくするため、アイテムの置き方にも注意が払われ、メインルート上に進行の妨げとなる物やプレイヤーが目移りする物を置かないよう心掛けられたほか、サブクエストへの注意を促すため、難易度に合わせて特殊な装飾を用意するといった工夫が施された。
「ほおばりヘンケイ」はカービィならではの動きを3Dアクションに採用するために生み出されたシステムである。
ほおばりヘンケイに関しては、スタッフたちの試行錯誤の末「目と口が離れるとカービィらしさが損なわれる」「手足を変えると『ヘンケイ』ではなく『ヘンシン』になってしまう」「口から元の部分がはみ出るとほおばっている感じが出る」ということが突き止められた。また、意外性を出すため、あえてほおばる対象とアクションの結びつきを避ける方針がとられた。
加えて、ほおばった際にカービィが引っ張られるとプレイヤーが納得できるため、専用のモデルとアニメーションが用意された。
ほおばり方についても試行錯誤が重ねられており、たとえば「かいだんほおばり」の場合、当初は痛そうだからという理由で、倒れる部分にカービィを覆わせなかったが、ゲーム内のカメラでは何をしているのかわからないという欠点があり、全体を覆うデザインに変更した。この時点ではわかりやすくするためにカービィの口が開いていたが、痛々しく見えるという指摘が寄せられたため、口を閉じるデザインに変更された。
また、カービィがほおばることで姿かたちが大きく変わることに加え、現実の人間にとって身近だったり効能を知っているオブジェクトであっても、カービィにとっては未知のものであることから、本作の舞台が「かつて文明の存在した世界」に設定された。
初期のコンセプトアートでは特定の国や地域に沿っていたが、より多くのプレイヤーが自分たちの世界にカービィが来たと思えるよう、80年代から現代辺りを想定し、「ニュートラルなそこそこの都市」に設定した。
また、単にリアリティを出すだけでなく、カービィがいても違和感のない環境を作るため、背景設定に当たっては「背景全体を自然物（例：植物）で覆う」「配色はなるべく鮮やかに」といったルールが設けられた。
本作においては、モードセレクトではなく、町を作ってそのなかに遊べる施設を作るという要素が採用された。これを提案した神山達哉は、ステージ探索の価値の向上だけでなく、施設同士の横のつながりによる魅力アップを図ったと2022年のNintendo Dreamとのインタビューの中で説明している。
神山はワドルディが町の住民として一番付加価値が高いと2022年のインタビューの中で話しており、これは彼らが従来のような雑魚キャラではなく、救助対象者として設定された理由の一つである。ワドルディを救助対象者としたもう一つの理由は、従来のゴール扉の代わりにオリにい入れられたワドルディを配置することで、広々とした景色を楽しんでもらうためであり、熊崎はこれによってストーリーが明確になったとこのインタビューの中で語っている。また、神山は、アクションゲームが苦手なプレイヤーでも最低限のワドルディを救出できるようにするため、彼らをゴールにも置いたとインタビューの中で述べている。これに関連して、熊崎はステージの中で取り残したのがいると助けたくなると話しており、インタビューに同席していたレベルデザインディレクターの遠藤裕貴もワドルディを救出対象にしたからこそできたことだと述べている。

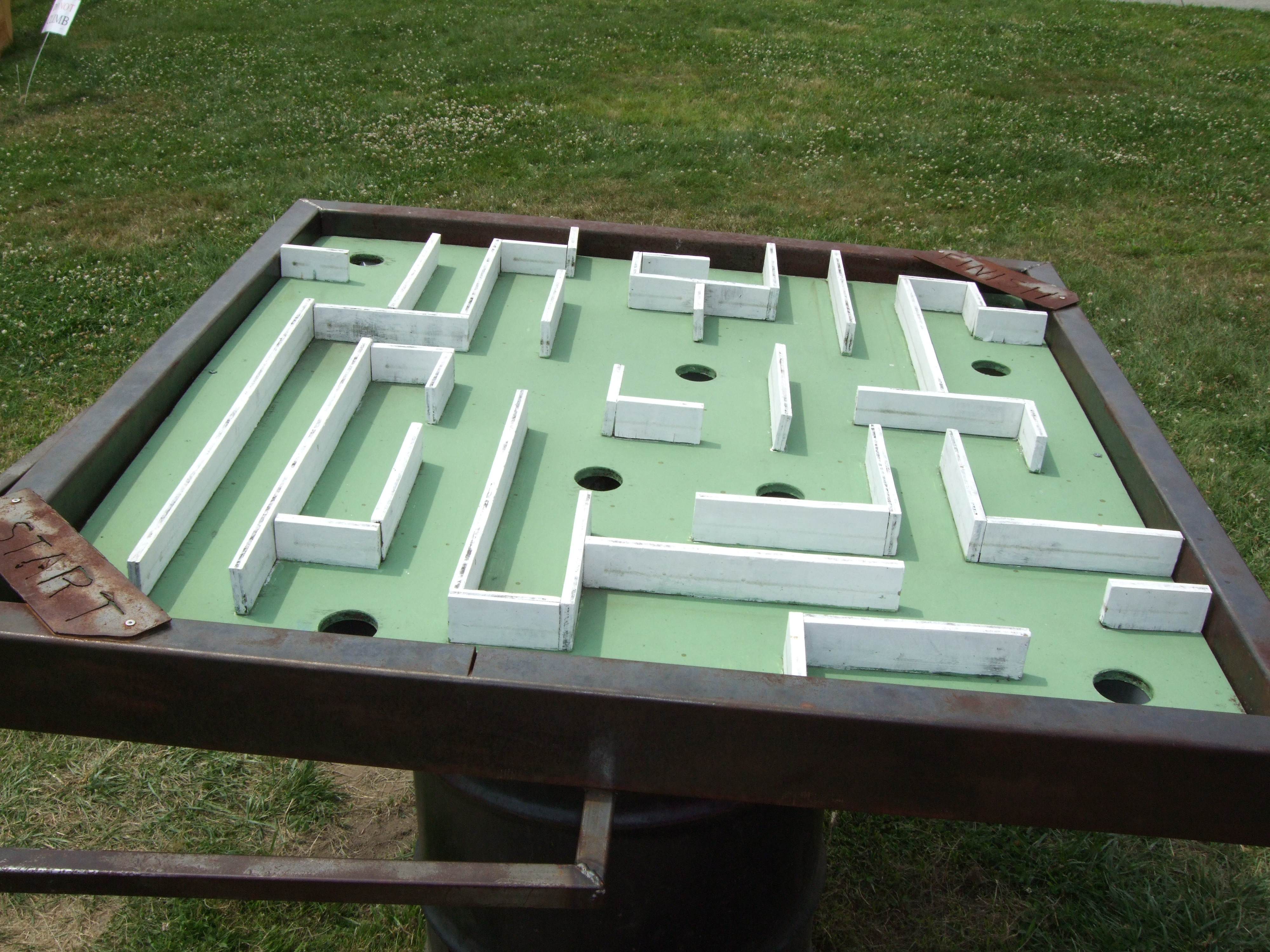
「コロコロ！タマコロカービィ」はボール迷路の要領で、カービィに見立てたボールが穴に落ちないようにゴールまで進めていく内容である。

町の中で遊べるサブゲームのうち、「コロコロ！タマコロカービィ」は開発チーム内の自由制作期間中に誕生したゲームであり、チーム内での評判のよさから、本作に取り入れられた。このゲームは前3ステージで構成されている。熊崎はこのミニゲームが難しいというのは難易度の懐の広さだとしつつも、テストプレイした際はもっと難しかったため、壁を追加するなどチューニングには苦労したと「Nintendo Dream」とのインタビューの中で振り返っている。
「はたらく！ワドルディカフェ」は、HAL研究所の新卒研修で作られた作品がもとになっている。
また、このサブゲームは現実の東京と博多にあるカービィカフェとのコラボレーションという位置づけにあり、実際のカフェにも「くるまほおばりケーキ」が追加された。とはいえ、コラボレーション計画の時点では本作の情報は一般に知らされていなかったため、社外のカフェ関係者にも秘密にしながら話し合いが行われた。
「刹那のつりぼり」は、『星のカービィ トリプルデラックス』などの過去作品においてカービィが魚釣りをする場面をヒントに取り入れられた。
カービィのコピー能力のうち、「トルネイド」と「ハンマー」はいずれも過去作品において特殊な位置づけにあったが、本作では能力の進化機能に対応するためゲームの早い段階から使えるようになった。
壁に反射する性質を持つ「トルネイド」の場合、当初は従来と同様のクセをつけてみたが、制御が難しいうえに反射時のカメラ酔いが激しかったため、反射してもブレが出ない専用のカメラを設けたうえで、何度も調整が行われた。
また、これに関連して、「トルネイド」能力を持つ中ボス・スワロリーナが新規に登場した。過去作品において同様の能力を持つツイスターでは能動的に吸い込める機会を作るのが難しいことと、神山が飛行能力を持つ中ボスが欲しいと考えたことが登場のきっかけとなった。なお、神山は「くるくる回って飛んでいる」という内容でデザインを発注しており、想定したものとは若干違うものの、見栄えがして優雅な感じがよかったので、仕様を若干変更したうえで登場させたと「Nintendo Dream」とのインタビューの中で話している。
「ハンマー」の場合、従来は中ボスのボンカースがこの能力を持っており、前作の開発においても子ボンカースを作って配置しやすくしてほしいという要望があった。本作においては「ハンマー」を序盤で使えるようにしたいという思いがあり、そのためにはこの能力を使える敵をたくさん置く必要があったため、ボンカースと姿の似た「ムッキース」という新規の敵キャラクターが用意された。
既存の敵キャラクターのうち、動物をモチーフとしたキャラクターは詳細を知らなくても、一目で世界観と合っていることから配置しやすいという利点があった。
たとえば、『星のカービィ3』を初出とするコロリは、後半の雪ステージでカービィらしさを出したいという考えから、本作では雪玉を転がす役回りとして登場した。
一方、それ以外のキャラクターは敵キャラクターの配置やセッティングにあたっては、立ち位置や役回りを理解したうえで慎重な判断が求められた。特に、ブレイドナイトやサーキブルは、物語後半に登場するビースト軍団の本拠地に配置すると浮いてしまうという事象があったため、ガルルフィといったビースト軍団と配置して違和感を払しょくした。
既存のキャラクターのうち、デデデ大王はおにぎりのような体形にしつつも、カービィたちよりも前に本作の舞台となる世界に来たことを示すデザインとなった。熊崎は、同作のデザイナーである北健一郎が過去に手掛けた『星のカービィ64』のデデデ大王に似たことも、意識したわけではないとしつつも、自然な流れだったのかもしれないと推測している。当初メタナイトは隠しボスとして出す案もあったが、最終的には「カービィやビースト軍団とは別行動をとり、今ではワドルディの町の用心棒をしている」という裏設定を用意したうえで、闘技場に出すことにした。当初メタナイトのデザインは『星のカービィ 夢の泉の物語』に登場した時のデザインを踏襲することも考えられたが、カービィ同様シンプルなデザインであるため、ディティールのみの変更にとどめられた。その代わり、闘技場でメタナイトがいつもの剣を取られると、予備として『星のカービィ 夢の泉の物語』で使っていた剣を出すという演出が施された。
新キャラクターのうち、エフィリンは「神話に登場する幻の生き物」というテーマでデザインがなされ、動物らしさを持ちつつも、カービィの友達になれそうなキャラクターとして描かれた。
エリア1「ネイチェル草原」のボス・ゴルルムンバは、3Dアクションとなった新シリーズに登場する最初のボスキャラクターということで、リアルな動物の骨格を想起させながらも、カービィらしさを体現した迫力のあるデザインとなった。
神山はリードプログラマーの住友克禎が前作『星のカービィ スターアライズ』で担当したラスボスのエンデ・ニルを参考にゴルルムンバを作ったのではないかと、雑誌「Nintendo Dream」とのインタビューの中で推測している。熊崎は同じインタビューの中で、エンデ・ニルらしさがありつつも、よりスピーディーに動くが、難易度としては戦いやすく調整してると語っている。
エリア2「エバーブルグ海岸」のボス・トロピカルウッズは、過去作におけるウィスピーウッズに相当するキャラクターとして作られた。
初期案では、成長し続ける木の上にカービィが上るというものだったが、作りにくいということで却下された。また、クリア条件としてトロピカルウッズの上から指示を出す存在を撃破する案もあった。遠藤によると、ウィスピーウッズ並みの難易度が求められていたが、ウィスピーウッズが動けないこともあり、熊崎と神山が難易度の調整に苦労していたという。
エリア3「ワンダリア跡地」のボス・キャロラインは、前の2体が巨大なボスキャラクターだったため、素早さや身軽さを表現するため、使用する技に縦の動きが取り入れられた。ただし、カービィが一頭身で小柄なため、ボスキャラクターにはある程度の大きさが求められた結果、神山の予想よりも大くなった。 エリア5「オリジネシア荒野大地」のボス・アルマパラパが突進技を使うという設定は開発の初期から考えられており、そこから転がる性質を持つアルマジロがモチーフとして選ばれた。アルマパラパもリアル寄りのデザインだが、カービィらしさを出すため、目の部分のデザインを特徴的なものにした。一方、本作にはコピー能力の強化システムがある都合上、ゲームの後半に登場するアルマパラパも強めに作られた。また、ボスの攻撃パターンが多いとプレイヤーが覚えにくいため、とりわけアルマパラパの技の数は控えめに、ただし行動パターンによってプレイヤーがそれを感じにくくする措置が取られた。

#### 地形生成システムの導入
立体化する分、視界に入る情報量も増えるため、地形のモデリングを自動化するシステムを作って効率化を図った。これにより、マップ上の「遊び」を作ることに時間を割けるようになったと神山は振り返っている。
当初は、レベルデザイナーが作成した地形図をもとに、アーティストが地形モデルを制作するという、コンピュータゲーム開発においては一般的な手法がとられる予定だったが、この方法ではデザイナーによる細かな調整や変更が利かない上、アーティストの負担が大きいという欠点があった。
これを解決するため、レベルデザイナーがマップエディタで作成したブロック状の地形をもとに、自動で本番用の地形モデルを生成するシステム（以下：地形生成システム）が用いられた。
まず、レベルデザイナーが用意した地形のイメージに、アーティストからの要望である「地形のふちがもこもこしている」「地形の一部がほかの見た目のパーツに差し替え可能である」「有機的な壁」の3要素を盛り込んだイラストを用意する。次に、レベルデザイナーがUnityで作ったマップエディタでブロック状のパーツを配置する。このデータを出力することで、アーティストが準備したふちの部品がMayaのカーブワープ機能で配置される。
素材やふちの部分を変えるだけで、砂漠からショッピングモールまで効率よく多様なステージを作成できた。
とはいえこれだけではまだ十分ではなかったため、新たな機能が追加されていった。
たとえば、道を作る機能の場合、マップエディタの時点で道にする場所の頂点カラーを変更することで、地形生成システムがこの部分をもとにして道を作る。この方法ではマップエディタの段階で調整が利く上、別のテクスチャで上書きする際に座標を使いまわせるといった利点があったほか、地形生成システムはコリジョン（衝突判定）の属性も自動で設定するため、砂の上を歩いたときに砂ぼこりが浮かぶといった表現も簡単に実現できた。
また、マップエディタによるブロック配置では、どうしても角やヘリが直線的になり、無機質な印象を与えてしまうという課題が残っていた。この解決策として、丘パーツやその逆にあたるくり抜きパーツの導入や、直線的な地形のヘリの頂点座標にノイズを入れて地形をゆがませるという手法が用いられた。このうち、くり抜きパーツはmayaのブーリアン演算によって、オブジェクト間の論理積、論理和、論理差を生成するという仕組みがとられており、その応用として破壊用くり抜きパーツが作られた。
ステージの生成に当たっては、2人のアーティストが作成した約40種類のモチーフのデータが用いられた。これにより、途中でステージを変更する必要がでてきても、モチーフの変更と装飾パーツの再配置のみで済んだ。

### 演技・キャスティング
前述のとおり本作におけるワドルディは救助対象として設定されていることから、二宮の提案により、ステージ内にいるワドルディが声を出して自分の位置を知らせるという演出が追加された。ワドルディの声はサウンドスタッフの声がもとになっており、当初は「わんにゃーお！ 」と悲痛な声だったが、暗い場所では不気味になってしまうため、「わにゃ！」という元気のある声に変更された。また、デデデ大王を演じた熊崎は、「Nindtendo Dream」とのインタビューの中で、キャラクターに合わせてワイルドさが出るように全力で取り組んだが、予想以上に出番が多かったとも話している。新キャラクターのうち、エフィリン役には間宮くるみが起用された。当初はキャロラインにも声優を割り当てる予定だったが、彼女も1匹のアニマルであることを強調したいことに加え、終盤に登場するレオンガルフのみ人間の言葉を話せるという設定があったため、熊崎の飼い猫「ソラ」の声が用いられた。最終局面であるエリア7「ラボ・ディスカバール」の場内アナウンスには、2000年代に放送されたカービィのテレビアニメなどでナックルジョーを演じた高山みなみが起用された。熊崎は、音声において新しい挑戦をしたいということと、最後の敵との対決の直前の複雑な気持ちに添える声としては、だれもが知っている声の方が聞いてもらえると判断して、高山を起用したと話している
。

### 音楽
本作においては、ゲームの展開に合わせて音楽を変化させるインタラクティブミュージックが用いられた。
この手法はシリーズの過去作品でも採用された例はあるが、3Dアクション化したことで臨場感の強化や感情に合わせて変化する音楽をより進化させたいという意向から、過去作よりも使用する機会が増えた。
この仕組みを取り入れた楽曲は基本的に「Intro」（イントロ）、「Body」（楽曲のメインとなる部分）、「Bridge」（楽曲のつなぎとなる部分。）、「Tail」（遷移の最終点）の4グループで構成されている。
このうち、BodyとBridgeは複数のブロック（小節、フレーズ）で構成されている点やループする機会がある点は同じだが、Bridgeはつなぎという性質上単なるパターンとしての性質が大きい。
マップ上にはグループが切り替わるエリアが設定されているため、Bridgeのエリアが長すぎると単なる音の繰り返しでプレイヤーが飽きてしまう一方、短すぎるとつなぎとしての意味を失うため、入念な調整が行われた。ステージによっては、つなぎ方を変更したり、BridgeとTailの間に別の音を入れるといった措置が取られることもあった。たとえば、ステージ4のデデデ大王の場合、物語のターニングポイントでさらなる驚きを与える、Tailの音楽をライトモチーフが絡んだものに変更した。
このほかにも鳥のさえずりなどの環境音を用いてメインテーマのモチーフを表現するなどの工夫が施された。

## 反響

### エフィリンに対する反響
シリーズの過去作品においてマルク（『星のカービィ スーパーデラックス』）や、マホロア（『星のカービィ Wii』）など、相棒役として登場したキャラクターが物語の後半以降で裏切るケースがあり、新作で新しいキャラクターが登場するたびにユーザーから「カービィを裏切るのではないか」と疑われていたが、ID-F86に吸収されて敵（フェクト・エフェリス）となってしまっただけで裏切ってはいない。
ピクシブ・ドワンゴ共催の「ネット流行語100 2022」では、本作のタイトルと共に「エフィリン」のワードもノミネートされた。

### 評価
AUTOMATONのAyuo Kawaseは、本作の完成度の高さを評価しており、開発者が長年3Dアクションを作り慣れたかのようだったと話している。
Kawaseは、ステージやゲームプレイの構成が『スーパーマリオ 3Dワールド』に近いものの、差別化がきちんとできていると述べている。
4Gamer.netの唐傘は、本作のシステムについて「カービィシリーズ初の3D探索アクションである本作は，新しいアクションが増えても，基本操作はシンプルで遊びやすく，絶妙なゲームバランスに仕上がっている。」と評価しており、カービィの体力が多い「はるかぜモード」の導入や、Joy-Conのおすそわけモードを用いた2人プレイなど、アクションが苦手なプレイヤーや子どもでも楽しめる配慮がなされている点についても評価している。総評として「3Dアクションという部分はもちろん，まるでカービィが我々の世界にやってきたかのような不思議な感覚がある世界観も魅力的だ。」と述べている。
GAME Watchの稲元徹也は、本作に対して、全体的に肯定的な評価を出している。

### 受賞
- 日本ゲーム大賞2022 - 優秀賞[37][38]
- 価格.comプロダクトアワード2022
  - ゲーム部門 大賞[39][40]
  - ゲーム部門 Nintendo Switch ソフト 金賞[41]
- The Game Awards 2022 - ベストファミリーゲーム賞[42]
- New York Game Awards（英語版） 2022 - 最優秀キッズゲーム賞[43]
- British Academy Games Awards - ベストファミリーゲーム賞[44]
- CEDEC AWARDS 2023[注釈 13]
  - エンジニアリング部門 最優秀賞[45]
  - サウンド部門 優秀賞

また、本作のヒットを受けて、2022年12月8日に発表された「Yahoo!きっず」検索ランキング2022では、「画像検索」ランキング部門の「キャラクター」ランキングで「星のカービィ」が1位になっている。